# Anthony Cirelli
Anthony Cirelli (* 15. Juli 1997 in Etobicoke, Ontario) ist ein kanadischer Eishockeyspieler, der seit Mai 2016 bei den Tampa Bay Lightning aus der National Hockey League unter Vertrag steht. Mit dem Team gewann er in den Playoffs 2020 und 2021 den Stanley Cup.

## Karriere
Anthony Cirelli spielte in seiner Jugend unter anderem für die Mississauga Reps und die Mississauga Chargers in Mississauga, bevor er zur Saison 2014/15 zu den Oshawa Generals in die Ontario Hockey League (OHL) wechselte. Bereits in seiner ersten Spielzeit gewann er mit den Generals die OHL-Playoffs um den J. Ross Robertson Cup und qualifizierte sich somit für den prestigeträchtigen Memorial Cup, in dessen Finale er Oshawa mit zwei Toren zum 2:1-Sieg über die Kelowna Rockets verhalf. Anschließend wurde der Angreifer im NHL Entry Draft 2015 an 72. Position von den Tampa Bay Lightning ausgewählt. Mit Beginn der Saison 2015/16 übernahm der Kanadier das Kapitänsamt bei den Generals und steigerte seine persönliche Statistik deutlich auf 59 Scorerpunkte aus 62 Spielen, ehe er nach dem Ende der OHL-Spielzeit probeweise in drei Spielen bei den Syracuse Crunch in der American Hockey League (AHL) eingesetzt wurde. Die Crunch fungieren als Farmteam der Tampa Bay Lighting, bei denen der Center schließlich wenige Wochen später einen Einstiegsvertrag unterzeichnete.
Dennoch kehrte Cirelli vorerst nach Oshawa zurück, von wo er Mitte der Saison 2016/17 an die Erie Otters abgegeben wurde, die im Gegenzug Allan McShane und fünf Draft-Wahlrechte zu den Generals transferierten. Mit den Otters gewann der Kanadier anschließend seinen zweiten J. Ross Robertson Cup und führte dabei die gesamte OHL in Playoff-Toren an (15). Im folgenden Memorial Cup unterlag die Mannschaft allerdings im Finale den Windsor Spitfires mit 3:4, während Cirelli mit der George Parsons Trophy als fairster Spieler des Turniers ausgezeichnet wurde.
Mit Beginn der Saison 2017/18 wechselte der Angreifer fest in die Organisation der Tampa Bay Lightning und wurde dabei vorerst weiterhin in Syracuse eingesetzt, bevor er im März 2018 sein Debüt in der National Hockey League (NHL) gab. Nach 39 Punkten in der Saison 2018/19 wurde er im NHL All-Rookie Team berücksichtigt, bevor er mit den Lightning in den Playoffs 2020 des Folgejahres den Stanley Cup gewann. Im Dezember 2020 unterzeichnete er einen neuen Dreijahresvertrag in Tampa, der ihm ein durchschnittliches Jahresgehalt von 4,8 Millionen US-Dollar einbringen soll. In den folgenden Playoffs 2021 verteidigten die Lightning den Stanley Cup, bevor der dritte Titel in Serie im Endspiel der Playoffs 2022 durch eine 2:4-Niederlage gegen Colorado knapp verpasst wurde.

### International
Auf internationaler Ebene nahm Cirelli mit der kanadischen U20-Auswahl an der U20-Weltmeisterschaft 2017 im eigenen Land teil. Dabei war der Center mit sieben Punkten einer der besten Scorer seines Teams, unterlag allerdings im Finale nach Shootout den Vereinigten Staaten und gewann somit die Silbermedaille.
Sein internationales Debüt im Trikot der A-Nationalmannschaft feierte Cirelli bei der Weltmeisterschaft 2019 in der Slowakei, wo er mit der Mannschaft die Silbermedaille gewann.

## Erfolge und Auszeichnungen
| - 2015 J.-Ross-Robertson-Cup-Gewinn mit den Oshawa Generals - 2015 Memorial-Cup-Gewinn mit den Oshawa Generals - 2017 J.-Ross-Robertson-Cup-Gewinn mit den Erie Otters - 2017 George Parsons Trophy | - 2019 NHL All-Rookie Team - 2020 Stanley-Cup-Gewinn mit den Tampa Bay Lightning - 2021 Stanley-Cup-Gewinn mit den Tampa Bay Lightning |

### International
- 2017 Silbermedaille bei der U20-Weltmeisterschaft
- 2019 Silbermedaille bei der Weltmeisterschaft
- 2025 Gewinn des 4 Nations Face-Off

## Karrierestatistik
Stand: Ende der Saison 2024/25

### International
Vertrat Kanada bei:
- U20-Junioren-Weltmeisterschaft 2017
- Weltmeisterschaft 2019
- 4 Nations Face-Off 2025

(Legende zur Spielerstatistik: Sp oder GP = absolvierte Spiele; T oder G = erzielte Tore; V oder A = erzielte Assists; Pkt oder Pts = erzielte Scorerpunkte; SM oder PIM = erhaltene Strafminuten; +/− = Plus/Minus-Bilanz; PP = erzielte Überzahltore; SH = erzielte Unterzahltore; GW = erzielte Siegtore; 1 Play-downs/Relegation; Kursiv: Statistik nicht vollständig)